# Schermbeveiliging

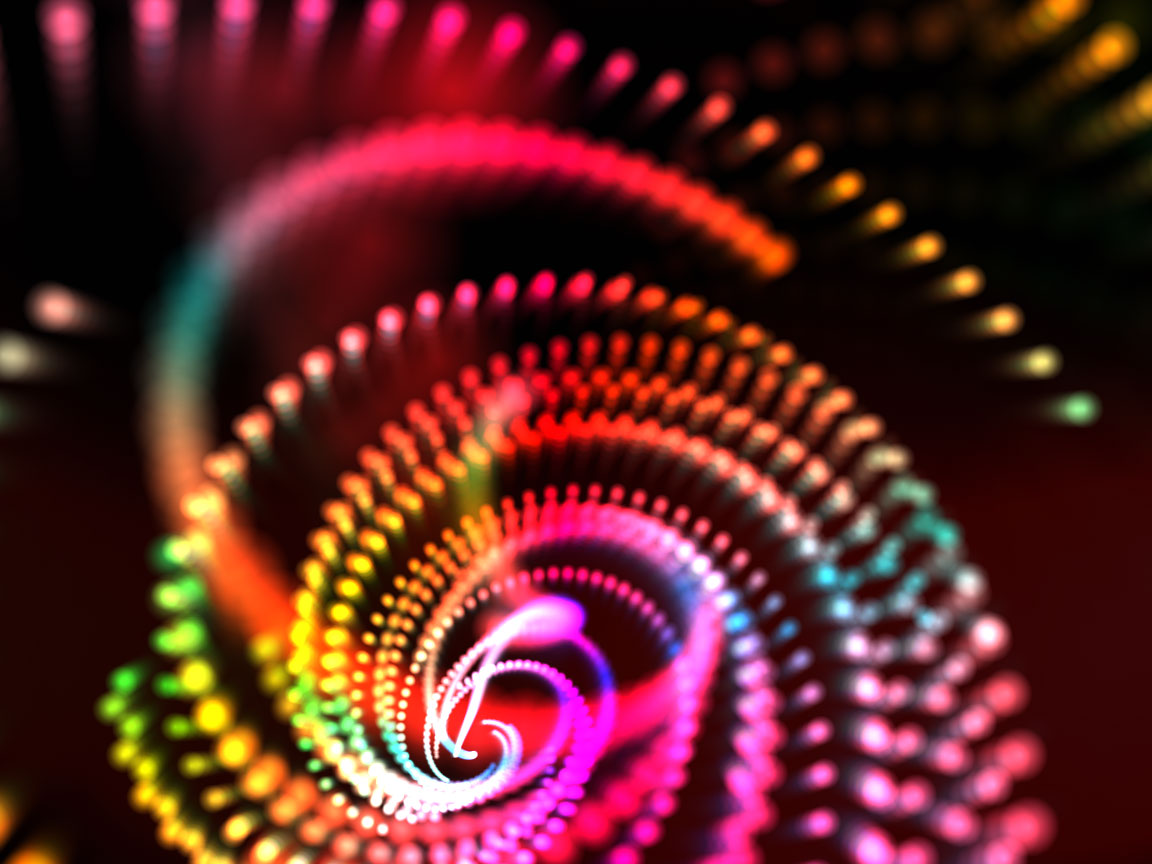
Voorbeeld van een schermbeveiliging.

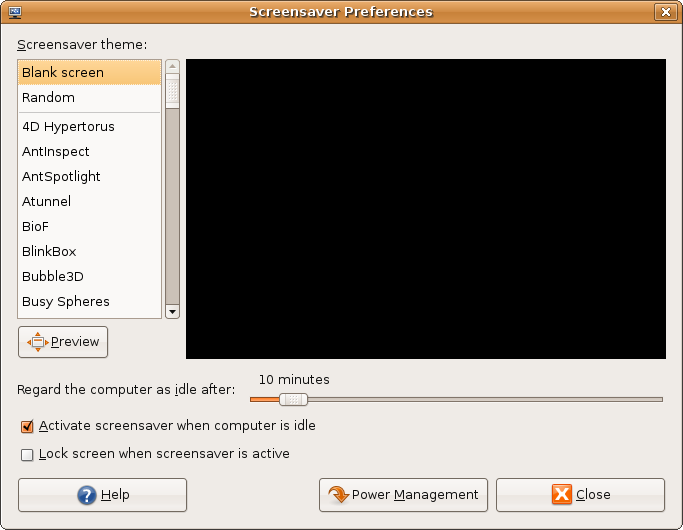
Instellingen voor gnome-screensaver van GNOME.

Een schermbeveiliging of screen saver is een voorziening in een computer die ervoor zorgt dat het beeld dat op het beeldscherm wordt vertoond na een bepaalde tijd van inactiviteit regelmatig van positie zal veranderen. Er zijn verschillende soorten schermbeveiliging in zwang:
- een minimale verschuiving van het actieve beeld, zodat de afgebeelde karakters afwisselend op één plek van het scherm werden geprojecteerd.
- een tijdelijk beeld dat met meer of minder grote sprongen over het scherm heen en weer en op en neer werd afgebeeld. Niet zelden werd daar een fabriekslogo voor gebruikt. Later werd de mogelijkheid geboden om hiervoor zelf een tekst of afbeelding te kiezen.
- een speels bewegende afbeelding.

Door een toets of muisknop in te drukken of de muis te bewegen wordt de schermbeveiliging weer (tijdelijk) uitgeschakeld. Soms moet dan ook nog een wachtwoord worden ingevoerd.
In alle bovengenoemde gevallen is de schermbeveiliging een voorziening in de computer. Een andere vorm is ingebouwd in sommige computerschermen. Een infrarooddetector controleert of er iemand voor het scherm aanwezig is. Loopt de gebruiker weg, dan gaat het scherm in de energiebesparingsstand.

## Doel
Schermbeveiliging wordt om diverse redenen gebruikt.

### Verlenging van de levensduur van het scherm
Dit verklaart de naam schermbeveiliging. Men voorkomt ermee dat het langdurig stilstaande beeld inbrandt op de fosforlaag van een beeldbuismonitor. Door de verbetering van de fosforlaag van beeldbuizen is er al sinds ongeveer 1990 geen noodzaak meer om het scherm op deze wijze te ontzien en met de komst van flatscreens is inbranden voorgoed verleden tijd.

### Spel-element
De term 'schermbeveiliging' leeft nog voort om allerlei leuke beeldeffecten mee aan te duiden, die kunnen worden ingeschakeld als de computer een tijdje niet gebruikt wordt.

### Privacy
Door de schermbeveiliging is het niet mogelijk dat onbevoegden meekijken op een onbeheerd achtergelaten computer. Men kan een wachtwoord vereisen waardoor enkel de rechthebbende toegang heeft tot de computer. Dit is echter niet verplicht maar voor persoonlijke computers wel aan te raden.

### Energiebesparing
Om elektrische energie te besparen kan de computer ook zo ingesteld worden, dat het beeldscherm in de spaarstand (Stand-by) gaat, waarbij het scherm zwart wordt. Maar dit wordt altijd 'stand-by' genoemd, en nooit 'schermbeveiliging'.